# Capitán Pastene
Capitán Pastene ist eine chilenische Ortschaft, die von italienischen Einwanderern gegründet wurde. Sie befindet sich in der Región de la Araucanía.

## Geografie
Capitán Pastene gehört administrativ zur Gemeinde Lumaco. Es gibt Bestrebungen, Capitán Pastene zur eigenen Gemeinde zu erklären.

## Geschichte
In zwei Einwanderungswellen zwischen 1904 und 1905 siedelten sich rund 700 Familienmitglieder aus 88 italienischstämmigen Familien an. Die Familien stammten aus Guiglia, Pavullo und Romaña in der Provinz Modena. Zu Beginn waren die Bewohner von Capitán Pastene hauptsächlich in der Land- und Forstwirtschaft tätig. Die Einwanderer wurden vom Unternehmer Giorgio Ricci angezogen, der vom chilenischen Staat Landbesitzungen in der Región de la Araucanía erworben hatte. Seit der Gründung entstand in Capitán Pestene eine eigene italienisch-chilenische Kultur, die sich vor allem durch ihre italienische Küche (Prosciutto, Pasta) auszeichnet.

## Namensgebung
Der Ort ist nach dem genuesischen Entdecker in spanischen Diensten Juan Bautista Pastene benannt. 1544 segelte er die chilenische Pazifikküste ab und nahm sie formal für Pedro de Valdivia in Besitz.